# Waitakere
Waitakere (in māori: Waitākere) è una città della Nuova Zelanda, la quinta del Paese per popolazione (197.700 ab.) e capoluogo dell'omonima autorità territoriale neozelandese che si trova entro i confini della regione di Auckland, nell'Isola del Nord. Fa parte dell'area metropolitana della città di Auckland. Ad occidente della città si staglia la Waitakere Range, una serie di colline coperte di foreste che si elevano dalle spiagge del Mar di Tasman fino ad un'altezza di circa 400 metri e rendono unico lo skyline di Waitakere.
Il nome ha origini Maori: Waitākere era un capo iwi il cui nome venne dato ad un piccolo villaggio che si trovava vicino al confine settentrionale dell'odierna città e che successivamente venne esteso all'intero territorio.

## Struttura amministrativa
L'autorità territoriale di Waitakere venne creata dall'unione delle amministrazioni locali di Waitemata, Henderson, New Lynn e Glen Eden nel 1989, durante la riorganizzazione di tutta la struttura amministrativa neozelandese.

## Economia

### Industria
Dopo i primi insediamenti europei della metà del XIX secolo, per 150 anni l'industria della zona si è basata sulla produzione di mattoni, ceramica, legname, vino, agricoltura e sulle due basi della Royal New Zealand Air Force di Whenuapai e Hobsonville.
Oggi si sono enormemente sviluppate le imprese dedicate al settore dei servizi, dei cantieri navali e del cinema.

## Curiosità
- Il fatto di possedere una piccola catena di colline richiama numerosi appassionati di trekking da tutta l'area metropolitana di Auckland, così come le spiagge nere di origine vulcanica di Piha, Karekare e Bethells, famose fra i surfisti. Queste spiagge sono però interessate dal pericoloso fenomeno della rip current, una corrente marina che tende a trascinare al largo tutto ciò che incontra.
- Gli abitanti di Waitakere sono soprannominati Westies, "gli occidentali", da tutti gli altri abitanti dell'agglomerato urbano di Auckland, un nomignolo dovuto al fatto che Waitakere è la più occidentale delle città che formano la metropoli neozelandese.

## Amministrazione

### Gemellaggi
- Huntington Beach
- Kakogawa
- Ningbo
- Galway